# Yoshimi Battles the Pink Robots
A 2002-es Yoshimi Battles the Pink Robots a The Flaming Lips tizedik nagylemeze. Az Egyesült Királyságban 2002. július 15-én, Amerikában egy nappal később jelent meg. Elsősorban elektronikus zene-ihlette, pszichedelikus jellegű alternatív rock dalairól nevezetes. A RIAA aranylemezzé nyilvánította. Szerepel az 1001 lemez, amit hallanod kell, mielőtt meghalsz című könyvben.

## Az album dalai
|     | Cím                                                   | Szerző(k)                                    | Hossz |
| --- | ----------------------------------------------------- | -------------------------------------------- | ----- |
| 1.  | Fight Test                                            | The Flaming Lips, Dave Fridmann, Cat Stevens | 4:14  |
| 2.  | One More Robot/Sympathy 3000-21                       | The Flaming Lips                             | 4:59  |
| 3.  | Yoshimi Battles the Pink Robots Pt. 1                 | The Flaming Lips                             | 4:45  |
| 4.  | Yoshimi Battles the Pink Robots Pt. 2                 | The Flaming Lips                             | 2:57  |
| 5.  | In the Morning of the Magicians                       | The Flaming Lips                             | 6:18  |
| 6.  | Ego Tripping at the Gates of Hell                     | The Flaming Lips                             | 4:34  |
| 7.  | Are You a Hypnotist??                                 | The Flaming Lips                             | 4:44  |
| 8.  | It's Summertime                                       | The Flaming Lips                             | 4:20  |
| 9.  | Do You Realize??                                      | The Flaming Lips, Fridmann                   | 3:33  |
| 10. | All We Have Is Now                                    | The Flaming Lips                             | 3:53  |
| 11. | Approaching Pavonis Mons by Balloon (Utopia Planitia) | The Flaming Lips                             | 3:09  |

## Közreműködők

### The Flaming Lips
- Wayne Coyne – gitár, ének; művészi munka, keverés, producer
- Michael Ivins – basszusgitár, billentyűk, ének; keverés, producer, hangmérnökasszisztens
- Steven Drozd – gitár, billentyűk, elektromos hangszerek, dob, ének; keverés, producer

### További közreműködők
- Yoshimi P-We – vokalizáció
- Dave Fridmann – producer, keverés, programozás, hangmérnök, mastering
- Scott Booker – producer
- Trent Bell – tracking
- Andy Taub – tracking
- George Salisbury – design

## Fordítás
Ez a szócikk részben vagy egészben a Yoshimi Battles the Pink Robots című angol Wikipédia-szócikk ezen változatának fordításán alapul.  Az eredeti cikk szerkesztőit annak laptörténete sorolja fel. Ez a jelzés csupán a megfogalmazás eredetét és a szerzői jogokat jelzi, nem szolgál a cikkben szereplő információk forrásmegjelöléseként.